# Coupe d'Allemagne de football 1973-1974
Navigation
Édition précédente Édition suivante
La coupe d'Allemagne de football 1973-1974 est la trente et unième édition de l'histoire de la compétition. La finale a lieu à Düsseldorf au  Rheinstadion. 
L'Eintracht Francfort remporte le trophée pour la première fois de son histoire. Il bat en finale le Hambourg SV sur le score de 3 buts à 1 après les prolongations.

## Premier tour
Les résultats du deuxième tour.
| Date           | Domicile                | Extérieur                 | score          |
| -------------- | ----------------------- | ------------------------- | -------------- |
| 01 - 12 - 1973 | Borussia Dortmund       | Hanovre 96                | 1 - 4          |
| 01 - 12 - 1973 | Fortuna Cologne         | VfB Stuttgart             | 3 - 2          |
| 01 - 12 - 1973 | VfL Bochum              | Werder Brême              | 2 - 2 (a. p .) |
| 01 - 12 - 1973 | FC Schalke 04           | SG Wattenscheid 09        | 1 - 2          |
| 01 - 12 - 1973 | Arminia Bielefeld       | Alemannia Aix-la-Chapelle | 2 - 1          |
| 01 - 12 - 1973 | TuS Koblenz             | Wuppertaler SV            | 0 - 2          |
| 01 - 12 - 1973 | 1. FC Nuremberg         | 1. FSV Mayence 05         | 4 - 1          |
| 01 - 12 - 1973 | VfB Oldenburg           | Borussia Mönchengladbach  | 0 - 6          |
| 01 - 12 - 1973 | 1. FC Kaiserslautern    | Rot-Weiss Essen           | 5 - 3 (a. p .) |
| 01 - 12 - 1973 | Hertha BSC Berlin       | Fortuna Düsseldorf        | 2 - 2 (a. p .) |
| 01 - 12 - 1973 | Hambourg SV             | SV Darmstadt 98           | 3 - 1          |
| 01 - 12 - 1973 | Kultur SV Hessen Kassel | HSV Barmbek-Uhlenhorst    | 2 - 1          |
| 01 - 12 - 1973 | Bayern Munich           | MSV Duisbourg             | 3 - 1          |
| 01 - 12 - 1973 | Kickers Offenbach       | VfR Heilbronn             | 2 - 2 (a. p .) |
| 02 - 12 - 1973 | Tennis Borussia Berlin  | Eintracht Francfort       | 1 - 8          |
| 03 - 12 - 1973 | 1. FC Cologne           | Eintracht Brunswick       | 2 - 0          |

Matchs rejoués
| Date           | Domicile           | Extérieur         | Score                    |
| -------------- | ------------------ | ----------------- | ------------------------ |
| 23 - 12 - 1970 | Fortuna Düsseldorf | Hertha BSC Berlin | 0 - 0 (1 - 4 t . a . b.) |
| 23 - 12 - 1970 | Werder Brême       | VfL Bochum        | 2 - 1                    |
| 23 - 12 - 1970 | VfR Heilbronn      | Kickers Offenbach | 2 - 3 (a. p .)           |

## Huitièmes de finale
Résultats des huitièmes de finale.
| Date           | Domicile                 | Extérieur            | Score      |
| -------------- | ------------------------ | -------------------- | ---------- |
| 15 - 12 - 1973 | 1.FC Cologne             | Wuppertaler SV       | 1 - 0      |
| 15 - 12 - 1973 | Werder Brême             | Bayern Munich        | 1 - 2      |
| 15 - 12 - 1973 | Kultur SV Hessen Kassel  | Eintracht Francfort  | 2 - 3      |
| 15 - 12 - 1973 | Borussia Mönchengladbach | Hambourg SV          | 2 - 2 a.p. |
| 15 - 12 - 1973 | SG Wattenscheid 09       | Hertha BSC Berlin    | 1 - 0      |
| 19 - 12- 1973  | Fortuna Cologne          | Hanovre 96           | 0 - 0 a.p. |
| 21 - 12 - 1973 | Arminia Bielefeld        | 1. FC Kaiserslautern | 1 - 1 a.p. |
| 22 - 12 - 1973 | Kickers Offenbach        | 1. FC Nuremberg      | 3 - 2      |

Matchs rejoués
| Date           | Domicile             | Extérieur                | Score      |
| -------------- | -------------------- | ------------------------ | ---------- |
| 22 - 12 - 1973 | Hambourg SV          | Borussia Mönchengladbach | 3 - 1 a.p. |
| 29 - 12 - 1973 | 1. FC Kaiserslautern | Arminia Bielefeld        | 3 - 0      |
| 29 - 12 - 1973 | Hanovre 96           | Fortuna Cologne          | 2 - 0      |

## Quarts de finale
Résultats des quarts de finale.
| Date           | Domicile            | Extérieur            | Score      |
| -------------- | ------------------- | -------------------- | ---------- |
| 16 - 02 - 1974 | Bayern Munich       | Hanovre 96           | 3 - 2      |
| 16 - 02 - 1974 | SG Wattenscheid 09  | Hambourg SV          | 0 - 1 a.p. |
| 16 - 02 - 1974 | Eintracht Francfort | 1.FC Cologne         | 4 - 3 a.p. |
| 23 - 02 - 1974 | Kickers Offenbach   | 1. FC Kaiserslautern | 2 - 2 a.p. |

Match rejoué
| Date           | Domicile             | Extérieur         | Score     |
| -------------- | -------------------- | ----------------- | --------- |
| 06 - 03 - 1974 | 1. FC Kaiserslautern | Kickers Offenbach | 2 - 3 a.p |

## Demi-finale
Résultats des demi-finales.
| Club recevant       | Score | Club visiteur     |
| ------------------- | ----- | ----------------- |
| Hambourg SV         | 1- 0  | Kickers Offenbach |
| Eintracht Francfort | 3 - 2 | Bayern Munich     |

## Finale
| Entraîneur :   |
| Dietrich Weise |

| Entraîneur : |
| Kuno Klötzer |

| Entraîneur :   |
| Dietrich Weise |

| Entraîneur : |
| Kuno Klötzer |